# Echipa națională de rugby a Japoniei
Echipa națională de rugby a Japoniei reprezintă Japonia în meciurile internaționale de rugby, Japonia fiind una dintre națiunile minore din eșalonul al doilea al rugby-ului internațional. 
Japonia participă anual la Cupa Națiunilor din Pacific împreună cu echipele din Samoa, Tonga, Fiji și cu echipele secundare ale Noii Zeelande și Australiei. Competiția a fost inaugurată în anul 2006. Japonia a participat la toate edițiile Campionatului Mondial de Rugby, nereușind niciodată să treacă de faza grupelor.